# Schildturm

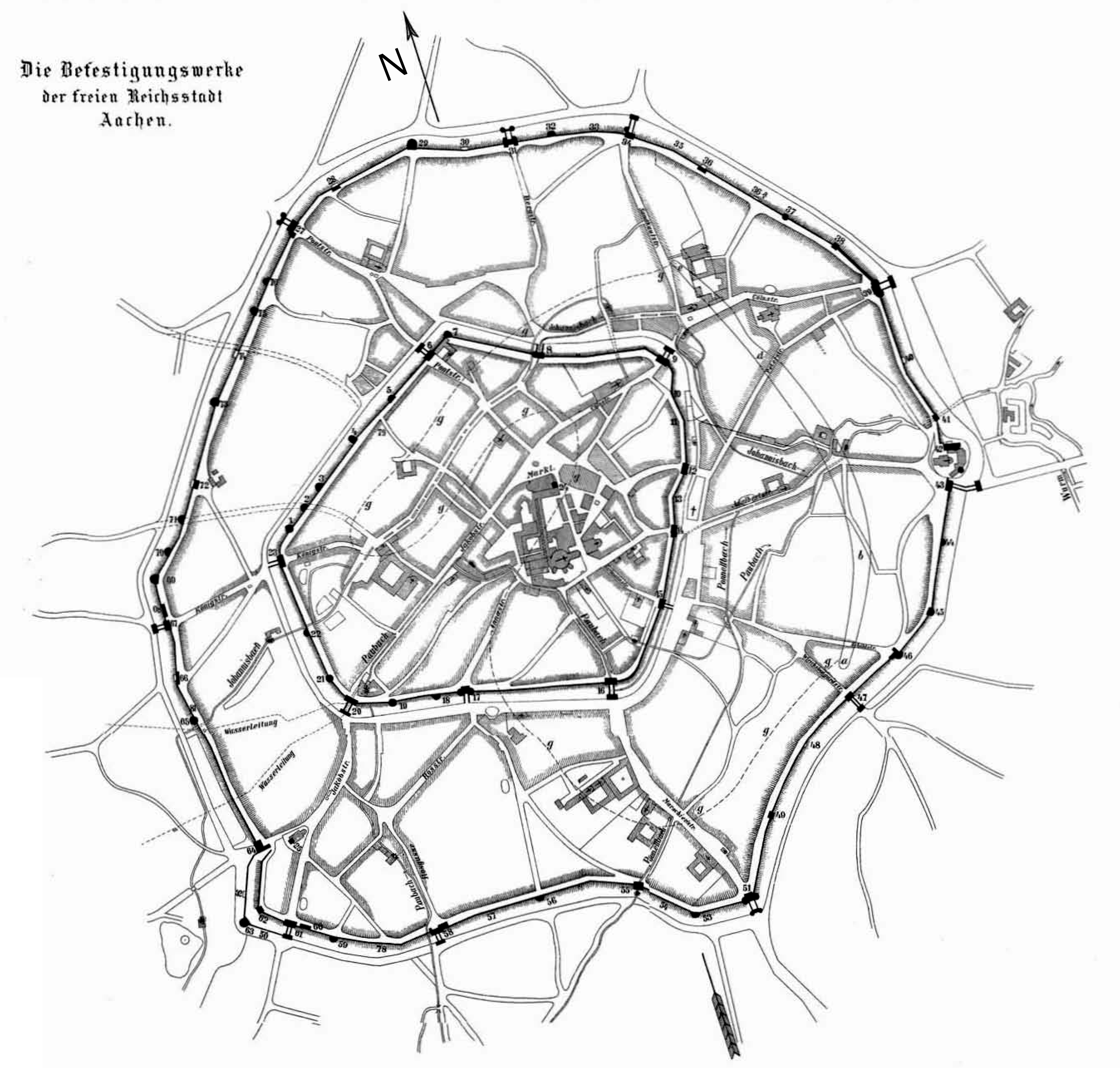
Overzicht van de vestingwerken in Aken. Nummer 46 is de Schildturm.

De Schildturm (soms ook Schullthoirn of Schullturm genoemd) was een weertoren en maakte deel uit van de tussen 1300 en 1350 gebouwde buitenste stadsmuren van de Duitse stad Aken. De waltoren bestaat niet meer.

## Locatie
In de buitenste ringmuur stond de Schildturm in het zuidoosten tussen de Adalbertstor (in het noordnoordoosten) en de Wirichsbongardstor (in het westzuidwesten). Ze bevond zich nabij wat nu de Schützenstraße is, vlak bij de zijstraat Schildstraße. Tussen de Schildturm en de Adalbertstor bevond zich de Rotkugelturm en de Pulvertürmchen. Tussen de Schildturm en de Wirichsbongardstor bevonden zich geen andere torens.

## Geschiedenis
De bouwdatum van de Schildturm werd niet overgeleverd, maar werd vermoedelijk opgetrokken in de 13e of 14e eeuw aangezien in de periode van 1257 tot 1357 de buitenste stadsmuur gebouwd werd.
De naam Schullthroin of Schullturm is afgeleid van een naast het gebouw aanwezige taverne. Deze droeg de naam "Schull" en werd regelmatig gebruikt door het wachtpersoneel van de toren.
Ten tijde van de Franse bezetting van Aken gaf Napoleon instructies om de militaire betekenis van Aken te minimaliseren. Als gevolg daarvan werden grote delen van de stadsmuren geslecht, waarbij vermoedelijk ook de Schildturm afgebroken is.

## Beschrijving
De militaire betekenis van het bouwwerk lag er in dat het mogelijk was om het naar het oosten uitbreidende dal van Aken te controleren. Deze begint op de plaats van de huidige Lothringerstraße, Augustastraße en Friedrichsstraße.
De toren met zijn drie meter dikke muren en spitse dak viel door zijn machtigheid op. Hij had een diepte van ongeveer tien meter en een breedte van 14 meter. De aan de toren aangebouwde rechthoekige gebouw, versterkte deze indruk nog meer. De tweede verdieping bezat vijf luiken die gebruikt konden worden door schutters met de verdediging. Bovendien bouwden de Akense burgers aangrenzend een vier meter brede toren met daarin een wenteltrap om naar de bovenverdieping te gaan. Een andere toegang tot de toren was mogelijk via de muurzijde. De toren was van het type schildtoren.